# Paolo Foglia
Paolo Foglia (Bresso, 16 dicembre 1967 – Bereguardo, 15 agosto 2002) è stato un cittadino bressese, deceduto per annegamento il 15 agosto 2002 dopo aver salvato tre persone dalle acque del fiume Ticino.
Il 18 ottobre 2002 ha ricevuto una Medaglia d'oro al valor civile alla memoria nel novembre 2003 dal Presidente della Repubblica Carlo Azeglio Ciampi. Ha ricevuto inoltre il premio Castèla d'Oro (benemerenza del comune di Bresso) e al suo nome sono state intitolate la piscina comunale di Bresso e una passerella ciclopedonale.